# Lappersdorf
Lappersdorf è un comune tedesco di 12 909 abitanti, situato nel land della Baviera.